# Patrick Martin (bobbista)
Patrick Henry Martin (Louisville, 19 agosto 1923 – Massena, 21 aprile 1987) è stato un bobbista statunitense.
Era il figlio di Robert e il fratello di Leo, a loro volta bobbisti di livello mondiale

## Biografia
Ai V Giochi olimpici invernali (edizione disputatasi nel 1948 a Sankt Moritz, Svizzera) vinse la medaglia d'oro nel bob a quattro con i connazionali Francis Tyler, Edward Rimkus e William D'Amico partecipando per la nazionale statunitense II, superando la nazionale belga a l'altra statunitense (medaglia d'argento e medaglia di bronzo).
Il tempo totalizzato fu di 5:20,1, con un breve distacco dagli altri due tempi:  5:21,3 e 5:21,5. Ai VI Giochi olimpici invernali vinse due medaglie d'argento, nel bob a due con Stanley Benham e nel bob a quattro con Stanley Benham, Howard Crossett e James Neil Atkinson
Inoltre ai campionati mondiali vinse due ori e tre medaglie d'argento:
- 1949, medaglia d'oro nel bob a quattro con Stanley Benham, William Casey e William D'Amico, argento nel bob a due con Stanley Benham
- 1950, medaglia d'oro nel bob a quattro con Stanley Benham, James Atkinson e William D'Amico, argento nel bob a due con Stanley Benham
- 1951, medaglia d'argento nel bob a quattro con Stanley Benham, James Atkinson e Gary Sheffield

Dopo la carriera sportiva svolse il ruolo di pubblico ufficiale.